# Microbioma marino

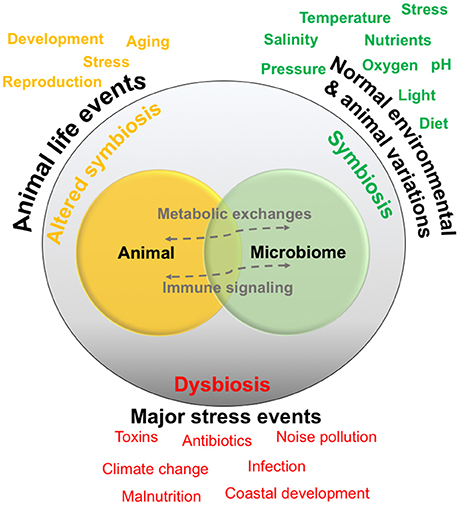
Relazione animali e microbioma marino

Tutti gli animali sulla Terra formano associazioni con microrganismi, inclusi protisti, batteri, archaea, funghi e virus. Nell'oceano, le relazioni animale-microbico sono state storicamente esplorate in singoli sistemi ospite-simbionte. Tuttavia, nuove esplorazioni sulla diversità dei microrganismi marini associati a diversi ospiti di animali marini stanno spostando il campo degli studi che affrontano le interazioni tra l'ospite animale e un microbioma con più membri multipli. Il potenziale dei microbiomi di influenzare la salute, la fisiologia, il comportamento e l'ecologia degli animali marini potrebbe alterare le attuali conoscenze su come gli animali marini si adattano al cambiamento, e in particolare i crescenti cambiamenti legati al clima e indotti dall'uomo che già hanno un impatto sull'ambiente oceanico.
Negli oceani è difficile trovare organismi eucarioti che non vivono in stretta relazione con un partner microbico. I microbiomi associati all'ospite influenzano anche il ciclo biogeochimico all'interno degli ecosistemi con effetti a cascata sulla biodiversità e sui processi ecosistemici.
Attualmente sono in fase di studio i microbiomi di diversi animali marini, dglia organismi più semplici, tra cui spugne e ctenofori, agli organismi più complessi come ascidie e squali.

## Coralli
I coralli sono uno degli esempi più comuni di un ospite animale la cui simbiosi con le microalghe può trasformarsi in disbiosi ed è visibilmente rilevata come sbiancamento. I microbiomi dei coralli sono stati esaminati in una varietà di studi, che dimostrano come le variazioni nell'ambiente oceanico, in particolare la temperatura, la luce e i nutrienti inorganici, influenzino l'abbondanza e le prestazioni dei simbionti microalgali, nonché la calcificazione e la fisiologia dell'ospite.
Gli studi hanno anche suggerito che batteri, archaea e funghi residenti contribuiscono inoltre al ciclo di sostanze nutritive e organiche all'interno del corallo, con i virus che potrebbero anche svolgere un ruolo nella strutturazione della composizione di questi membri, fornendo così uno dei primi scorci di un multi-simbiosi di animali marini di dominio.
Il gamma-proteobacterium Endozoicomonas sta emergendo come un membro centrale del microbioma del corallo, con flessibilità nel suo stile di vita.
Dato il recente sbiancamento di massa che si verifica sulle barriere coralline, i coralli continueranno probabilmente a essere un sistema utile e popolare per la ricerca sulla simbiosi e sulla disbiosi.

## Spugne
Le spugne sono membri comuni dei diversi habitat bentonici dell'oceano e la loro abbondanza e capacità di filtrare grandi volumi di acqua di mare hanno portato alla consapevolezza che questi organismi svolgono un ruolo fondamentale nell'influenzare i processi bentonici e pelagici nell'oceano. 
Sono uno dei più antichi lignaggi di animali e hanno un piano corporeo relativamente semplice che si associa comunemente a batteri, archaea, protisti algali, funghi e virus.
I microbiomi spugnosi sono composti da specialisti e generalisti e la complessità del loro microbioma sembra essere modellata dalla filogenesi dell'ospite. 
Gli studi hanno dimostrato che il microbioma spugnoso contribuisce al ciclo dell'azoto negli oceani, in particolare attraverso l'ossidazione dell'ammoniaca da parte di archei e batteri. 
Più recentemente, è stato dimostrato che i simbionti microbici delle spugne tropicali producono e immagazzinano granuli di polifosfato, forse consentendo all'ospite di sopravvivere a periodi di deplezione di fosfato in ambienti marini oligotrofici.
I microbiomi di alcune specie di spugne sembrano cambiare nella struttura della comunità in risposta alle mutevoli condizioni ambientali, tra cui la temperatura e l'acidificazione degli oceani, così come gli impatti sinergici.